# Sân bay Djedaa
Sân bay Djedaa là một sân bay ở thị trấn Djedaa, vùng Batha, Tchad.